# William Lustig
William Lustig (Nova York, 1 de febrer de 1955) és un director de cinema i productor estatunidenc que ha treballat principalment en el gènere del cinema de terror. És el nebot de l'antic campió de pes mitjà Jake LaMotta.

## Trajectòria
Com a director de cinema, Lustig és conegut per les seves pel·lícules de terror de baix pressupost com Maníac, Vigilante, Uncle Sam i la sèrie Maniac Cop. Lustig també ha treballat com a actor interpretant petits papers en les seves pròpies pel·lícules, així com en pel·lícules de Sam Raimi, sobretot com a fake shemp a L'exèrcit de les tenebres i fent de treballador portuari a Darkman.
Des de 2009, Lustig és l'executiu en cap de Blue Underground, una empresa d'entreteniment especialitzada en l'estrena de pel·lícules fosques i pel·lícules d'explotació en DVD. També va produir una nova versió de la seva pel·lícula Maniac el 2012.